# Kočičí aféra
Kočičí aféra (T. Hunčovským označovaná jako Masakr koček) se uskutečnila v létě roku 1924 v Českých Budějovicích. Po tom, co se ve městě objevilo několik koček nakažených vzteklinou, úřady rozhodly o utracení všech koček ve městě. Dne 5. července 1924 byly kočky zaživa naloženy do popelářských vozů a odvezeny do městské plynárny, kde byly hromadně usmrceny plynem. Událost vyvolala značný ohlas v domácím i zahraničním tisku.

## Příčiny
V červnu 1924 se mezi psy a kočkami v Českých Budějovicích začala šířit vzteklina. Okresní správní komise rozhodla o tzv. kontumaci, v případě psů šlo o vyhotovení jejich seznamu, aplikaci úředních známek a zamezení jejich kontaktů. V případě koček se stanovil zákaz jejich volného pobíhání. Potulné psy či kočky měl pohodný okamžitě utrácet.

## Průběh
Situace se však nelepšila a okresní správa dne 1. července 1924 vydala radikální nařízení, podle kterého měly být všechny kočky ve městě ihned utraceny bez určení konkrétního způsobu. Městský úřad následně v čele se starostou Bedřichem Králem následně rozhodl, aby obyvatelé odevzdali v sobotu 5. července své kočky zřízencům, kteří je naložili na popelářské vozy a následně v městské plynárně usmrtili. Usmrceno bylo přes tisíc koček, média však číslo následně často zveličovala.

## Reakce a mediální pokrytí
O události informovaly místní noviny, následně však i celostátní tisk, mj. Národní listy. Již v místních novinách postup kritizovala např. spisovatelka Pavla Moudrá. Pražský Spolek na ochranu zvířat svolal veřejnou protestní schůzi do Lucerny na 31. července 1924, na které vystoupili mj. ochránce přírody Luboš Jeřábek, spisovatelka Pavla Moudrá či německý filozof Theodor Lessing. O věc se zajímal i prezident Tomáš Garrigue Masaryk.
Zpráva o události se následně objevila i v médiích v Rakousku, Německu, Francii, Velké Británii, Kanadě či USA. Zprávu si v místním skotském tisku přečetl i Karel Čapek, tou dobou cestující po Velké Británii, a inspirovala ho k sepsání článku Chvála novin. Událost měla také ohlas v humoristickém tisku a kočky v nadživotní velikosti jako připomínka se též objevily na dobových pohlednicích z Českých Budějovic.